# Рјозо Сузуки
Рјозо Сузуки (јап. 鈴木 良三; Саитама, 20. септембар 1939) бивши је јапански фудбалер.

## Каријера
Током каријере је играо за Хитачи.

## Репрезентација
За репрезентацију Јапана дебитовао је 1961. године. Учествовао је и на олимпијским играма 1964. и олимпијским играма 1968. За тај тим је одиграо 24 утакмице.

## Статистика
| Јапан  | Јапан   | Јапан  |
| Година | Наступи | Голови |
| ------ | ------- | ------ |
| 1961.  | 1       | 0      |
| 1962.  | 7       | 0      |
| 1963.  | 5       | 0      |
| 1964.  | 2       | 0      |
| 1965.  | 1       | 0      |
| 1966.  | 6       | 0      |
| 1967.  | 0       | 0      |
| 1968.  | 2       | 0      |
| Укупно | 24      | 0      |